# Pressburger Deutsch
Das Pressburger Deutsch war über Jahrhunderte die vorwiegende Sprache im heutigen Bratislava, der heutigen Hauptstadt der Slowakei.

## Geschichte
Ab dem 12. Jahrhundert siedelten sich in der unter ungarischer Herrschaft stehenden Stadt unterhalb des Burghügels Deutsche an. Im Jahr 1291 erhielt Pressburg das Schwäbische Stadtrecht, das die Stadt für Zuzügler attraktiv machte, so dass es insbesondere nach den Verwüstungen infolge des Mongolensturms zu verstärkter deutscher Zuwanderung kam. Seit 15. Jahrhundert besteht eine durchgehende deutschsprachige Überlieferung, seit dem 16. Jahrhundert war das Deutsche in der Stadt dominierend.
Bis zur Ungarischen Revolution 1848/1849 war die deutsche Bevölkerung Pressburgs ungarisch patriotisch gesinnt. Das in Pressburg erscheinende Ungarische Magazin war lange die bedeutendste deutsche Zeitschrift Ungarns. Nach dem Österreichisch-Ungarischen Ausgleich von 1867 wurde auch an den deutschen Schulen Ungarisch als Unterrichtssprache festgelegt. Viele Deutschsprachige assimilierten sich unter der Magyarisierung Transleithaniens. Von den bis 1918 auf dem Gebiet der heutigen Slowakei erscheinenden 179 deutsch- und zweisprachigen Blättern erschienen 121 in Pressburg. Jedoch gingen die meisten deutschsprachigen Zeitungen zwischen 1900 und 1918 ein.
Nach der Gründung der Tschechoslowakei lebte die deutsche Kultur weiter. So erschien ab April 1920 die Zeitschrift Heimat. Zeitweise erschien in Pressburg die Monatsschrift Das Riff, in der Schriftsteller der Prager deutschen Literatur, darunter Franz Werfel, Paul Leppin, Max Brod und Johannes Urzidil veröffentlichten.
Wie überall in der wiederhergestellten Tschechoslowakei wurde die deutsche Bevölkerung Bratislavas nach 1945 vertrieben.

## Bekannte Schriftsteller
Zu den bedeutendsten Pressburger Autoren gehören Elsa Grailich, Karl Benyovszky, der Dramatiker Karl Sloboda, und der Publizist Paul Neubauer.

## Dokumentation
Im Stadtarchiv Bratislava (Archív msta Bratislavy) sind deutschsprachige Ratsprotokolle von 1402 bis 1938 überliefert.

## Einordnung
Das Pressburger Deutsch an der Grenze des geschlossenen deutschen Sprachraums war ein randdeutscher Dialekt, der stark durch die engen Beziehungen zum nahen Wien gekennzeichnet ist. Jedoch bildete, wie im gesamten Königreich Ungarn, auch der protestantische Mittel- und Norddeutsche Raum einen Referenzrahmen. Das im Stadtarchiv aufbewahrte Schriftgut zählt zu den reichsten im Mittelalter.